# Hilmar Eichhorn
Hilmar Eichhorn (* 18. August 1954 in Dresden) ist ein deutscher Schauspieler.

## Leben
Der aus Dresden stammende Hilmar Eichhorn machte eine Lehre zum Maschinenschlosser und absolvierte von 1972 bis 1975 ein Studium an der Staatlichen Schauspielschule Berlin, gefolgt von Engagements an Spielstätten in Magdeburg, Halle (Saale) und Leipzig. 1978 verkörperte er in der filmischen Biografie über die letzten Jahre des Dichters Georg Büchner die Titelfigur in Lothar Warnekes DEFA-Spielfilm Addio, piccola mia. Weitere Film- und Fernsehaufgaben für die DEFA sowie für das Fernsehen der DDR schlossen sich an. 1987 stellte Eichhorn einen Ausreiseantrag, woraufhin er Berufsverbot erhielt. Im Juni 1989 verließ er mit seiner Frau und seinem Sohn schließlich die DDR und wohnte anschließend bis 1992 in Hamburg. Mit der Wende wurde er nach 1990 auch dem breiteren bundesdeutschen Publikum durch verschiedene Rollen im Film und Fernsehen bekannt. Eichhorn wirkte bislang in mehr als 80 Film-und-Fernsehproduktionen mit.
In den vom MDR produzierten Folgen des ARD Radio Tatorts spricht er den Ermittler Jost Fischer.
Eichhorn lebt in Freital bei Dresden.

## Filmografie
- 1974: Lotte in Weimar
- 1974: Die Katzen meiner Brüder
- 1975: Jenny (Fernsehserie)
- 1978: Der Nekromat (Fernsehfilm)
- 1979: Addio, piccola mia
- 1980: Januar (Theateraufzeichnung)
- 1981: Jockei Monika (Fernsehserie)
- 1982: Der blaue Oskar (Theateraufzeichnung)
- 1983: Bühne frei! (Fernsehserie)
- 1984: Und laß dir kein Unrecht gefallen
- 1985: Ete und Ali
- 1993: Polizeiruf 110: In Erinnerung an … (Fernsehreihe)
- 1997: Tatort: Bierkrieg (Fernsehreihe)
- 1997: Polizeiruf 110: Die falsche Sonja (Fernsehreihe)
- 1999: Tatort: Fluch des Bernsteinzimmers (Fernsehreihe)
- 2003: Der Job seines Lebens
- 1999, 2005: In aller Freundschaft (Gastrolle)
- 2003: Tatort: Veras Waffen (Fernsehreihe)
- 2003: Tatort: Bienzle und der Taximord (Fernsehreihe)
- 2004: Der Job seines Lebens 2 – Wieder im Amt
- 2004: Polizeiruf 110: Ein Bild von einem Mörder (Fernsehreihe)
- 2006: Tatort: Feuerkämpfer (Fernsehreihe)
- 2007: An die Grenze
- 2007: Die Frau vom Checkpoint Charlie
- 2008: Mein Schüler, seine Mutter & ich
- 2009: Inglourious Basterds
- 2009: Doktor Martin
- 2009: Liebe Mauer
- 2010: In aller Freundschaft – Generationswechsel
- 2010: Familie Dr. Kleist (Gastrolle)
- 2011: SOKO Stuttgart – Ausgekocht
- 2011: Tatort: Rendezvous mit dem Tod (Fernsehreihe)
- 2012: Der Turm
- 2012: Mann tut was Mann kann
- 2012: Russendisko
- 2012: Sushi in Suhl
- 2013: Die goldene Gans
- 2013: Nacht über Berlin
- 2014: Für immer ein Mörder – Der Fall Ritter (Fernsehfilm)
- 2014: Besser als Nix
- 2014: Bornholmer Straße
- 2014: Dessau Dancers
- 2015: Polizeiruf 110: Sturm im Kopf (Fernsehreihe)
- 2016: Tatort: Auf einen Schlag
- 2018: Gundermann
- 2018: Endlich Witwer
- 2019: Tage des letzten Schnees
- 2019: Ella Schön: Die nackte Wahrheit (Fernsehfilm)
- 2019: SOKO Donau/SOKO Leipzig (Crossover) – Der vierte Mann
- 2019: Unterm Birnbaum
- 2020: Stralsund: Blutlinien
- 2020: Jackpot
- 2021: Tatort: Der Tod der Anderen (Fernsehreihe)
- 2021: Charité – Atemstillstand
- 2022: ZERV – Zeit der Abrechnung
- 2022: Polizeiruf 110: Black Box (Fernsehreihe)
- 2022: Lauchhammer – Tod in der Lausitz (Fernsehserie, 6 Folgen)
- 2022: Wolfsland: 20 Stunden (Fernsehreihe)
- 2023: In aller Freundschaft – Die jungen Ärzte – Selbstbilder
- 2023: SOKO Leipzig (Fernsehserie, Folge Mit einem Bein)
- 2025: WaPo Elbe (Fernsehserie, Folge Schorf)

## Theater
- 1980: Helmut Bez: Jutta oder die Kinder von Damutz (Uwe) – Regie: Friedo Solter (Deutsches Theater Berlin im Plenarsaal der Akademie der Künste)
- seit 2015: gelegentlich auf Tournee mit Hagen Möckel und einem gemeinsamen Lene Voigt Programm: „Ich weeß nich, mir isses so gomisch – zwei Männer – ein Gedicht“
- 2020: Premiere eines Beethoven-Programms von und mit Hagen Möckel und der Pianistin Svetlana Meskhi aus Anlass des 250. Geburtstag von Ludwig van Beethoven

## Hörspiele
- 1993: Tankred Dorst: Merlin oder das wüste Land (Sir Agrawain) – Regie: Walter Adler (Hörspiel – MDR)
- 1993: Andreas Berger: Bankraub (Hans) – Regie: Joachim Staritz (Kriminalhörspiel – MDR)
- 1994: Ray Bradbury: Fahrenheit 451 – Regie: Holger Rink (Science-Fiction Kriminalhörspiel – MDR)
- 1994: Peter Mohr: Zur letzten Instanz (Langguth) – Regie: Holger Rink (Hörspiel – ORB)
- 1997: Monika Lätzsch: Matjessaison – Regie: Günter Bommert (Hörspiel – MDR)
- 1998: Michail Bulgakow: Der Meister und Margarita (Asasello) – Regie: Petra Meyenburg (Hörspiel (30 Teile) – MDR)
- 1999: Joseph Roth: Hiob (Kapturak) – Regie: Robert Matejka (Hörspiel – MDR)
- 1998: Peter Steinbach: Warum ist es am Rhein so schön… (Westreporter) – Regie: Hans Gerd Krogmann (Hörspiel – WDR/DLR)
- 1999: Isaak Babel: Die Reiterarmee (Kurdjukow) – Regie: Joachim Staritz (Hörspiel in 3 Teilen – MDR/DLR)
- 2002: Dick Francis: Zügellos. Hörspielbearbeitung nach dem Roman Zügellos: Alexander Schnitzler. Regie: Klaus Zippel, (Hörspiel – MDR und SWR) Länge: ca. 71 Min. Der Audio Verlag, Berlin 2003, ISBN 3-89813-266-8.
- 2008: Peter Meisenberg: Der Emir (Jost Fischer) – Regie: Thomas Leutzbach (Radio-Tatort – WDR)
- 2008: Volkmar Röhrich: Schöne Aussicht (, Jost Fischer) – Regie: Götz Fritsch (Radio-Tatort – MDR)
- 2009: Schlusslicht
- 2010: Engelsstaub
- 2011: Fischers Fall
- 2012: Altes Eisen
- 2013: Thilo Reffert: Väter und Töchter (Ex-Kommissar Fischer) – Regie: Götz Fritsch (Radio-Tatort – MDR)
- 2014: Thilo Reffert: Kurschatten (Jost Fischer) – Regie: Götz Fritsch (Radio-Tatort – MDR)
- 2015: Thilo Reffert: Ein blühendes Land – Regie: Götz Fritsch (Radio-Tatort – MDR)
- 2016: Thilo Reffert: „Hundert von hundert“ (Jost Fischer) – (Radio-Tatort – MDR)
- 2017: Thilo Reffert: „Nein heißt nein“ (Jost Fischer) – (Radio-Tatort – MDR)
- 2018: Juli Zeh: Unterleuten – Regie: Judith Lorentz (NDR/rbb)